# Chevêchette à tête grise
Glaucidium griseiceps
Espèce
Statut de conservation UICN

 LC  : Préoccupation mineure
Statut CITES
La Chevêchette à tête grise (Glaucidium griseiceps) est une espèce d'oiseaux de la famille des Strigidae.

## Description
Les chevêchettes à tête grise font généralement entre 14 et 16 cm de longueur pour un poids compris entre 50 et 57 g. Il n'y a pas de dimorphisme sexuel à proprement parler, cependant, les femelles sont un peu plus grandes et lourdes que les mâles.
Ces chouettes ont un disque facial, des sourcils et des lores blanchâtres. La tête est grise, parfois brune, et la calotte est parsemée de minuscules taches claires. La nuque est gris-brunâtre avec, comme chez la plupart des chevêchettes, une paire de taches noires bordées de blanc qui ressemblent à des yeux. Ces taches sont des ocelles. Le manteau et le dos sont bruns. La gorge et le poitrail sont blancs, tachetés de brun-roux tandis que les flancs et le reste des parties inférieures sont blanches, fortement striés par de larges bandes cannelle.

Pour ce qui est des ailes, les rémiges primaires sont brunes à grises avec de fines taches blanchâtres tandis que les rémiges secondaires vont du brun au roux et sont striées de bandes sable. La queue est brun foncé et est traversée par 3 à 5 bandes blanches. Le bec, les pattes et l'iris sont jaune pâle,,.

## Répartition

Aire de répartition de la chevêchette à tête grise.

Cette espèce vit au Belize, en Colombie, au Costa Rica, au Guatemala, au Honduras, au Mexique, au Nicaragua et au Panama. Une population séparée des autres individus se trouve au nord de l'Équateur.

## Comportement

### Habitudes
La chevêchette à tête grise est un oiseau diurne et sédentaire.

### Alimentation
Cette chouette se nourrit principalement d'insectes, d'araignées et, plus rarement, de petits oiseaux, de petits mammifères et d'autres vertébrés,.

### Habitat
Ces chouettes vivent principalement dans des forêts tropicales humides sempervirentes. Elles sont présentes dans des zones allant du niveau de la mer jusqu'à 1 300 m d'altitude,.

### Reproduction
Les chevêchettes à tête grise nichent dans de petits trous abandonnés, creusés par des pic verts. Les femelles pondent généralement entre 2 et 4 œufs par saison. La saison de reproduction s'étend d'avril à mai. La durée d'incubation n'est pas encore bien connue.

## Statut
Bien que son habitat soit menacé par la déforestation, le statut de conservation de la chevêchette à tête grise est classé par l'UICN de « préoccupation mineure »,. En effet, une espèce atteint le seuil de vulnérabilité lorsque son aire de répartition s'étend sur moins de 20 000 km² ce qui n'est pas le cas de la chevêchette à tête grise. De plus, le seuil de vulnérabilité peut être atteint lorsqu'une diminution du nombre d'individus supérieure à 30% sur 10 ans est constatée, or, le nombre de chevêchette à tête grise semble être stable.